# フォス (スペイン)
フォス（Foz）は、スペイン・ガリシア州ルーゴ県のムニシピオ（基礎自治体）。コマルカ・ダ・マリーニャ・セントラルに属し、同コマルカ内で最も居住人口が多い。ガリシア統計局によれば、2012年の人口は9,978人（2010年：9,990人、2009年：9,970人、2006年：9,754人、2005年：9,664人、2004年：9,619人、2003年：9,591人）。住民呼称はfocego/-a、または男女同形のfocense。
ガリシア語話者の自治体住民に占める割合は94.55%（2001年）。

## 地理
フォスはルーゴ県の北部に位置し、コマルカ･ダ・マリーニャ・セントラルに属する。隣接する自治体は、北がブレーラ、東南がバレイロス、南がロウレンサーとモンドニェードとアルフォス、西がオ・バラドウロとセルボで、東はカンタブリア海に面している。自治体の中心地区はフォス教区のフォス地区。
フォスはビベイロ司法管轄区に属す。

### 人口
住民は9の教区の60の地区（集落）に居住する。
| フォスの人口推移 1900－2010                             |
|                                                         |
| 出典:INE（スペイン国立統計局）1900年 - 1991年、1996年 - |

## 歴史
自治体内にはカストロ・デ・ファソウロ（Castro de Fazouro）やカストロ・デ・ペナ・ド・アルタールなどのカストロ文化時代の遺跡が残されており、この地域にはケルト系のアルタブロ人（Ártabros）が定住していたと考えられている
9世紀にはこの地域は、モンドニェード教区に司教座が置かれたことにより、栄えた。

## 政治
自治体首長はガリシア国民党（PPdeG）のハビエル・ホルヘ・カスティニェイラ（Javier Jorge Castiñeira）、自治体評議員は、ガリシア国民党：5、ガリシア社会党（PSdeG-PSOE）：4、UNIFOZ：3、ガリシア民族主義ブロック（BNG）：1となっている（2011年5月22日の自治体選挙結果、得票順）。
| 1999年6月13日自治体選挙 |        |        |          |
| 政党                    | 得票数 | 得票率 | 獲得議席 |
| PSdeG-PSOE              | 3,310  | 52.77% | 7        |
| PPdeG                   | 2,129  | 33.94% | 5        |
| BNG                     | 660    | 10.52% | 1        |
| EU-IU                   | 92     | 1.47%  | 0        |
| PH                      | 29     | 0.46%  | 0        |

| 2003年5月25日自治体選挙 |        |        |          |
| 政党                    | 得票数 | 得票率 | 獲得議席 |
| PSdeG-PSOE              | 3,398  | 51.75% | 7        |
| PPdeG                   | 2,316  | 35.27% | 5        |
| BNG                     | 771    | 11.74% | 1        |

| 2007年5月27日自治体選挙 |        |        |          |
| 政党                    | 得票数 | 得票率 | 獲得議席 |
| PSdeG-PSOE              | 2,766  | 43.63% | 6        |
| PPdeG                   | 2,067  | 32.61% | 4        |
| BNG                     | 1,398  | 22.05% | 3        |

| 2011年5月22日自治体選挙 |        |        |          |
| 政党                    | 得票数 | 得票率 | 獲得議席 |
| PPdeG                   | 2,145  | 34.04% | 5        |
| PSdeG-PSOE              | 1,968  | 31.23% | 4        |
| UNIFOZ                  | 1,255  | 19.92% | 3        |
| BNG                     | 780    | 12.38% | 1        |

## 史跡・名所
- サン・マルティーニョ・デ・モンドニェード教会堂（Basílica de San Martiño de Mondoñedo）プレロマネスク様式の教会に起源をもつ。かつて長期にわたって司教座が置かれていた。

## 教区
フォスは9の教区に分けられている。太字は自治体中心地区のある教区。
- カンガス（サン・ペドロ）
- コルディード（サン・シアーオ）
- ファソウロ（サンティアーゴ）
- フォス（サンティアーゴ）
- ノイス（サン・シアーオ）
- サン・マルティーニョ・デ・モンドニェード（サン・マルティーニョ）
- サンタ・シージャ・ド・バラドウロ（サンタ・シージャ）
- サント・アシスクロ・ドバラドウロ（サント・アシスクロ）
- ビラロンテ（サン・ショアン）